# Diepold von Schweinspeunt

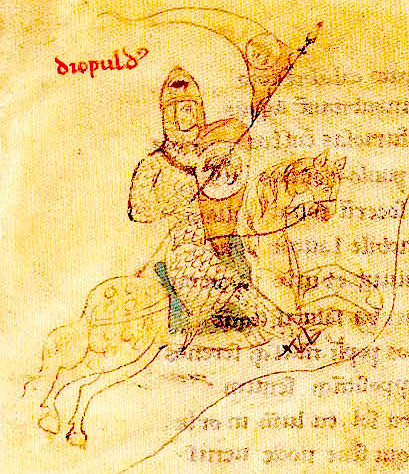
Diopuldo de Swininspiunde auf einer Abbildung aus dem Liber ad honorem Augusti des Petrus de Ebulo, 1196

Diepold von Schweinspeunt (auch Diopuldo de Swininspiunde, Diopuld von Schweinespeunt, Dipold von Acerra † nach 1221) war ein deutscher Ministerialer und späterer Graf von Acerra und Herzog von Spoleto.

## Leben
Er entstammte der bayerischen Ministerialenfamilie von Schweinespeunt, die im Dienst der Grafen von Lechsgemünd stand. Häufig, aber irrig, wurde seine Herkunft als Markgraf oder Ritter aus der Familie von Vohburg angegeben.
Diepold begleitete Kaiser Heinrich VI. auf seinem Romzug im Jahre 1191. Im Zuge des Angriffs auf das Königreich Sizilien wurde Diepold im gleichen Jahr zum Burgherrn der in der Provinz Frosinone gelegenen wichtigen Grenzfeste von Rocca d’Arce ernannt. Trotz der Niederlage Heinrichs und dem damit verbundenen Rückzug vermochte Diepold mit anderen kaiserlichen Heerführern einen Brückenkopf in der Terra di Lavoro zu verteidigen.
In den folgenden Jahren konnte Diepold seine Machtbasis in Kampanien ausbauen. Ab 1195 wird er als Justitiar der Terra di Lavoro bezeichnet. Im Januar 1197 stieg er zum Grafen von Acerra auf. Durch seine Heiratspolitik konnte Diepold seine Macht auf die Basis der einheimischen Adeligen stützen. So heiratete Diepolds Bruder Siegfried 1199 die Tochter des Grafen von Fondi. Seine eigene Tochter verheiratete er mit dem Grafen von Caserta, ebenso seinen Sohn mit der Tochter des Grafen Peter von Celanos.
In den Machtstreitigkeiten während der Minderjährigkeit Friedrichs II. stellte Diepold einen der wichtigsten Gegenspieler der päpstlichen Kräfte dar. Er war einer der Unterstützer des Regenten Markward von Annweiler. Im Jahre 1205 nahm er den Anführer der päpstlichen Kräfte, Walter III. von Brienne gefangen, doch wurde er im folgenden Jahr durch ein Komplott Papsts Innozenz III. und des Kanzlers Walters von Briennes hintergangen, was nach der Übergabe Friedrichs II. zur Gefangennahme Diepolds führte. Ihm gelang allerdings eine Flucht in seine Stammlande auf dem Festland, nach Salerno. Trotz seines guten Verhältnisses zu Friedrich II. wandte er sich zusammen mit  apulischen Adeligen dessen Gegenspieler Otto IV. zu, den er zu einem Einmarsch in das Königreich Sizilien überzeugen konnte. Otto IV. ernannte ihn 1210 zum Herzog von Spoleto und erweiterte 1211 Diepolds Befugnisse.
Jedoch konnte er sich nicht dauerhaft halten. Im Jahre 1218 wurde er von seinem Schwiegersohn Jakob von San Severino gefangen gesetzt, an Friedrich II. übergeben und erst 1221 nach der Übergabe der von Diepolds Familie gehaltenen Machtpositionen freigelassen.
Nach dem Bericht von Alberich von Troisfontaines soll sich Diepold dem Deutschen Orden angeschlossen und noch viele Jahre gelebt haben. Der letzte überlieferte Hinweis auf Diepold stammt aus dem Jahre 1221.